# Jack Dylan Grazer
Jack Dylan Grazer (* 3. září 2003 Los Angeles) je americký herec. Svou kariéru začal hraním hostujících rolí ve filmu a v televizi a prosadil se v roli Eddieho Kaspbraka ve filmových adaptacích románu Stephena Kinga, To v letech 2017 a 2019. Hrál také v seriálu CBS Já, já a já, ztvárnil Freddyho Freemana v roce 2019 ve filmu DC Extended Universe, Shazam! a zopakuje si roli ve svém pokračování v roce 2023. Grazer hrál hlavní roli Frazera Wilsona v dramatickém televizním seriálu We Are Who We Are a Joeyho v thrillerovém filmu Don't Tell a Soul, oba v roce 2020. Mluvil Alberta v roce 2021 v Pixaru film Luca a mluvil také Barneyho ve filmu 20th Century Studios z roku 2021 Ron's Gone Wrong. V roce 2018 ho Hollywoodský reportér označil za jednu z 30 nejlepších hvězd mladších 18 let.

## Osobní život
Grazer se narodil v Los Angeles v Kalifornii jako syn Angely Lafever a Gavina Grazera.Jeho strýc je producent Brian Grazer. Grazer sponzoruje stipendium na Adderley School for Performing Arts v Pacific Palisades, kde je absolventem, pro dva studenty ročně. 

## Filmografie

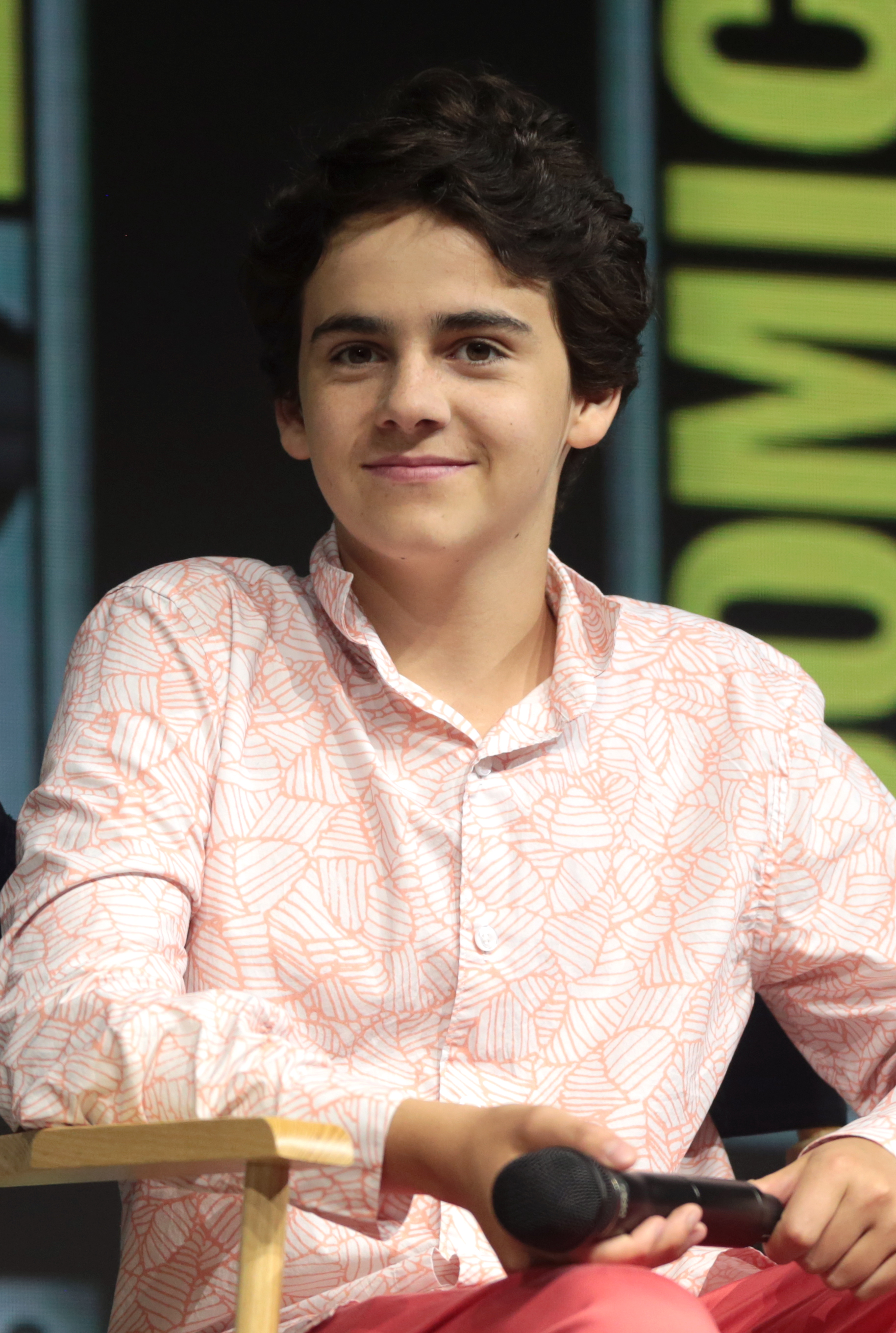
Jack Dylan Grazer na Comic-Conu v San Diegu 2018

### Film
| Rok  | Titul                              | Role                            | Poznámky |
| ---- | ---------------------------------- | ------------------------------- | -------- |
| 2015 | Tales of Halloween                 | Mladý Joey Stranger             |          |
| 2017 | To                                 | Eddie Kaspbrak                  |          |
| 2017 | Příběh mořské panny                | Adam Wilts                      |          |
| 2018 | Krásný kluk                        | 12letý Nic Sheff                |          |
| 2019 | To Kapitola 2                      | Mladý Eddie Kaspbrak            |          |
| 2019 | Shazam!                            | Freddy Freeman                  |          |
| 2020 | Don't Tell A Soul                  | Joey Chambliss                  |          |
| 2021 | Luca                               | Alberto Scorfano (hlas)         |          |
| 2021 | Rozbitý robot Ron                  | Barney (hlas)                   |          |
| 2022 | Shazam! Hněv bohů                  | Freddy Freeman                  |          |
| 2022 | Batman a Superman: Bitva supersynů | Superboy / Jonathan Kent (hlas) |          |

### Televize
| Rok       | Titul                                 | Role                  | Poznámky                                                                   |
| --------- | ------------------------------------- | --------------------- | -------------------------------------------------------------------------- |
| 2014      | Největší události v historii televize | Syn                   | díl: „Bosom Buddies“                                                       |
| 2015      | Komedie Bang! Prásk!                  | Kayden Aukerman       | díl: „Jesse Tyler Ferguson nosí hnědou kostkovanou košili a Stripey Socks“ |
| 2017–2018 | Já, já a já                           | Mladý Alex Riley      | hlavní role, 5 dílů                                                        |
| 2018      | Bezeslov                              | Rev                   | díl: „E-I-- EIGHTEEN“                                                      |
| 2019      | Robot Chicken                         | Freddy Freeman (hlas) |                                                                            |
| 2020      | Jsme, kdo jsme                        | Fraser Wilson         | hlavní role, 8 dílů                                                        |
| 2024      | The Spiderwick Chronicles             | Thimbletack (hlas)    |                                                                            |

## Ocenění
| Rok  | Název ocenění                   | Kategorie                                   | Nominovaná práce | Výsledek  |
| ---- | ------------------------------- | ------------------------------------------- | ---------------- | --------- |
| 2017 | Ocenění Fright Meter            | Nejlepší herec ve vedlejší roli             | To               | nominace  |
| 2018 | Filmové a televizní ceny MTV    | Nejlepší tým na obrazovce                   | To               | vítězství |
| 2019 | Asociace hollywoodských kritiků | Nová generace Hollywoodo                    | —                | vítězství |
| 2022 | Annie Awards                    | Nejlepší hlasové herectví – celovečerní hra | Luca             | nominace  |